# Inga Lill Högberg
Inga Lill Högberg, folkbokförd Inga-Lill Vilhelmina Högberg, ogift Gustavsson, född 20 februari 1936 i Göteborg, är en svensk journalist, författare och översättare.
Högberg är dotter till Gunnar Gustavsson och Hanna Gustavsson. Från mitten av 1950-talet var hon verksam som journalist inom svensk press. Hon bosatte sig sedan på landet och ägnade sig åt översättningar och eget skrivande. Tillsammans med maken startade hon tidningen På Österlen som de gav ut åren 1993–2012 och sedan överlät till Anna-Frida Jönsson. 
Inga Lill Högberg har skrivit böckerna Alla mammas barn (1972) och Brevet (1984) samt översatt ett stort antal böcker, framför allt ungdomsböcker såsom Kitty-böcker av Carolyn Keene, från engelska och norska.
Hon är sedan 1958 gift med journalisten och författaren Henri Högberg (född 1932) och fick en dotter 1959, en son 1962, en dotter 1967 och en dotter till 1973.